# Jurinea mollis
Jurinea mollis là một loài thực vật có hoa trong họ Cúc. Loài này được (L.) Rchb. mô tả khoa học đầu tiên năm 1831.